# Palczewice
Palczewice (deutsch Palzwitz) ist ein Dorf in der polnischen Woiwodschaft Westpommern und gehört zur Landgemeinde Darłowo (Rügenwalde) im Kreis Sławno (Schlawe).

## Geographische Lage
Palczewice liegt in Hinterpommern, etwa neun Kilometer nordöstlich der Stadt Darłowo (Rügenwalde) am Ostufer des  Binnensees Jezioro Kopań (Vitter See).  Nachbarorte sind: im Westen Kopań (Kopahn), im Norden Wicie (Vitte), im Osten Barzowice (Barzwitz) sowie Drozdowo, und im Süden Kopnica (Köpnitz). Das Gelände am Rande einer Endmoräne fällt flachwellig zum See hin ab. 

## Geschichte
Palzwitz soll mit Stemmnitz (heute polnisch: Staniewice) um 1280 zum Prämonstratenser-Nonnenkloster in Stolp (Słupsk) gehört haben. Danach hatte es Jertslaw, auch Jaroslaus im Besitz, der sich von Palsewische nannte. Er soll weitläufig  der  Familie  Zitzewitz abstammen. 
Palzwitz gehörte schon immer zum Rügenwalder Amt und wurde als herzogliches Vorwerk geführt, dessen Größe mit 1241 Morgen angegeben war. 1784 werden außer dem Vorwerk noch zwei Kossäten angegeben. Später wurde aus dem herzoglichen Vorwerk eine königliche Domäne, dann staatliche Domäne.
1823 ist die Familie Taucher Pächter der Domäne. In dieser Zeit waren 99 Einwohner registriert, deren Zahl bis 1905 auf 192 steigt und 1939 noch 156 beträgt.
Vor 1945 war Palzwitz Sitz eines zentralen Standesamtes, gehörte aber zum Amtsgerichtsbereich Rügenwalde.
Gegen Ende des Zweiten Weltkriegs erreichten am  6. März 1945 sowjetische  Truppen den Ort. Die Bevölkerung wurde nach Deutsch Puddiger (Podgórki) evakuiert. Bei der Rückkehr nach sieben Wochen zu Pfingsten waren alle Häuser geplündert, und es war viel Vieh verendet. Das Dorf wurde fünf Jahre lang von einer sowjetischen Kommandantur verwaltet. Während dieser Zeit fanden keine Vertreibungen statt. Danach wurde die Ortschaft polnischer Verwaltung unterstellt. Palzwitz wurde in Palczewice umbenannt. Die Polen beschlagnahmten das Bauernland, und die Domäne Drosedow wurde wieder Palzwitz zugeschlagen. Die Bevölkerung durfte Palzwitz nicht verlassen und  wurde zur Arbeit auf der Sowchose gezwungen. Erst ab 1956 war im Zuge von Familienzusammenführung eine Aussiedlung möglich. Der letzte deutsche Bürgermeister war Fritz Taucher. Er wurde am 15. März 1945 verschleppt und starb dreieinhalb Monate später.
Heute ist Palzwitz als Palczewice ein Teil der Gmina Darłowo im Powiat Sławieński der Woiwodschaft Westpommern. Hier leben jetzt etwa 100 Menschen.

## Amtsbezirk Palzwitz
Bis 1945 bildete Palzwitz einen eigenen Amtsbezirk im Landkreis Schlawe i. Pom. im Regierungsbezirk Köslin der preußischen Provinz Pommern. Dazu gehörten die Gemeinden:
- Barzwitz (Barzowice)
- Dörsenthin (Dzierżęcin)
- Karzin (Karsino)
- Palzwitz (Palczewice)
- Vitte (Wicie) und
- Zillmitz (Sulimice).

## Kirche
Seit alters her war Palzwitz mit Köpnitz (Kopnica), Kopahn (Kopań) und Sackshöhe (Zakrzewo) in das Kirchspiel Zizow (Cisowo) eingepfarrt. Es gehörte zum Kirchenkreis Rügenwalde (Darłowo) in der Kirchenprovinz Pommern der Kirche der Altpreußischen Union. Die Einwohner waren vor 1945 fast ausnahmslos evangelisch. Letzter deutscher Geistlicher war Pfarrer Kurt Müller.
Heute ist Palczewice überwiegend katholisch. Sitz der heutigen Pfarrei ist nicht Cisowo, sondern Barzowice, und Cisowo ist eine Filiale zu Barzowice. Die Pfarrei liegt im Dekanat Darłowo im Bistum Köslin-Kolberg der Katholischen Kirche in Polen. Evangelische Kirchenmitglieder sind heute in das Kirchspiel Koszalin (Köslin) integriert, das zur Diözese Pommern-Großpolen der Evangelisch-Augsburgischen Kirche in Polen gehört.

## Schule
Die Palzwitzer Schule war vor 1945 einklassig und wurde von einer Lehrkraft geleitet. Letzter deutscher Schulleiter war Lehrer Sonnenberg.

## Verkehr
Die Ortschaft  ist über eine Stichstraße, die bei Drozdowo (Drosedow) von der Woiwodschaftsstraße 203 (Koszalin (Köslin) – Darłowo – Ustka (Stolpmünde)) abzweigt, zu erreichen. Die nächste Bahnstation ist Darłowo.

## Söhne und Töchter des Ortes
- Ewald Damaske (1910–nach 1976), deutscher Politiker (CDU), Abgeordneter der Volkskammer der DDR